# Севиче
Севиче (шп. Ceviche) је јужноамеричко јело од морских плодова пореклом из Перуа, обично направљено од свеже сирове рибе сушене у свежим соковима, најчешће лимуна или лимете, и зачињено чили папричицом или другим зачинима, укључујући сецкани лук, со и коријандер.
С обзиром да се једе сирово, а не кува, мора се припремити свеже и одмах конзумирати како би се минимализовао ризик од тровања храном. Севиче се често једе као предјело. Ако се једе као главно јело, обично га прате прилози који допуњују његове укусе, попут слатког кромпира, зелене салате, кукуруза, авокада или куване банане.
Јело је популарно у пацифичким приобалним регионима западне Латинске Америке. Порекло је Перу, где се сматра националним јелом. Техника мацерације сирове рибе и меса у сирћету, цитрусима и зачинима донета је у Америку из Шпаније и повезана је са муслиманским наслеђем у шпанској кухињи. Међутим, археолошки записи сугеришу да је нешто налик на севиче можда конзумирано у Перуу пре скоро две хиљаде година. Доминантни положај који је Лима држала кроз четири века као главни град Вицекраљевства Перуа омогућавао је да се популарна јела попут севичеа доносе у друге шпанске колоније у региону, а временом су постала део локалне кухиње уграђивањем регионалних укуса и стилова.

## Етимологија
Први документовани доказ о термину ceviche је из 1820. године, у песми La Chicha, коју су певали перуански војници.
Према шпанској краљевској академији, реч има исту етимологију као и шпански израз escabeche, која произлази из мозарапског језика izkebêch, заузврат потиче од андалузијског арапског assukkabáǧ, који такође потиче од класичног арапског sakbāj ( سكباج, што значи месо кувано у сирћету). То је на крају крајева од средњеперсијског језика sikbāg, од sik (сирће) и bāg  (чорба), која је такође дала перзијску реч sekbā (سکبا, супа од меса и сирћета). Даље хипотезе порекла појма escabeche, шпански за туршију, или је то једноставно варијација речи siwichi.
Као назив јела јављају се cebiche, ceviche, seviche или sebiche, али најчешћи правопис у Перуу је ceviche, који је алтернативни правопис прихваћен од шпанске краљевске академије. Међутим, други локални изрази, попут cerbiche и serviche, и даље се користе као варијације за именовање јела.

## Историја
Постоје разна објашњења порекла севичеа, с тиме да перуански национализам фаворизује пре хиспанско порекло. Према неким историјским изворима из Перуа, севиче потиче из Моче, обалне цивилизације која је почела да цвета на подручју данашњег северног Перуа пре скоро 2000 година. Моче је очигледно користио ферментисани сок из локалног воћа банане. Недавне истраге показују да је током царства Инка риба била маринирана, андским алкохолним пићем. Различите хронике, такође, извештавају да се дуж перуанске обале пре доласка Шпанаца риба конзумирала са соли и аји.
Ипак, већина се историчара слаже да је севиче настао током шпанске колонизације Америке на подручју данашњег Перуа. Они тврде да су претходницу јела у Перу донеле андалузијске жене маварског порекла које су пратиле Конкистадоре и да је ово јело на крају еволуирало у оно што се данас сматра севичеом. Перуански кувар Гастон Акурио даље објашњава да је доминантни положај који је Лима заузимала током четири века као главни град Вицекраљевства Перуа омогућавао да се популарна јела попут севичеа доносе у друге шпанске колоније у региону и да на крају постану део локалних кухиња уградњом регионалних укуса и стилова.

## Здравствени ризици
Лоши санитарни услови у његовој припреми могу довести до болести. Осим загађивача, сирова морска храна такође може бити вектор различитих патогена, вирусних и бактеријских, као и већих паразита. Према кодексу исхране из 2009. године, који је објавила Управа за храну и лекове и новијим студијама, специфична микробиолошка опасност од севича укључује анисакис. Латиноамерички напади колере деведесетих година прошлог века се приписују конзумирању сирових морских плодова заражених колером који су се јели као севиче.
Америчко дијететско удружење апелује женама да избегавају севиче током трудноће због здравствених ризика које постоје ако нису правилно припремљене.